# تذكار
التذكار شيء يقتنيه السائح أو المسافر ليذكره بالمكان الذي زاره، أو بشكل أعم أي شيء يذكر الإنسان بحدث معين في حياته، كالزواج أو الولادة أو التخرج.